# Jeri Ryan
Jeri Ryan, geboren als Jeri Lynn Zimmerman (München, 22 februari, 1968), is een Amerikaanse actrice. Ze won in 1999 een Golden Satellite Award en in 2001 een Saturn Award, allebei voor haar rol als Seven of Nine in de sciencefictionserie Star Trek: Voyager.
Ryan maakte in 1991 haar acteerdebuut, toen ze Dawn Elizabeth Smith speelde in de televisiefilm Nightmare in Columbia County en eenmalige gastrolletjes in verschillende televisieseries. Sinds 2020 vertolkte ze wederom de rol van Seven of Nine in de Star Trek serie Star Trek: Picard.
Ryan is de dochter van een Amerikaanse militair, waardoor ze in Duitsland geboren werd. Ze is sinds 2007 getrouwd met een Franse kok. Het paar heeft een dochter. Uit een eerder huwelijk (1991-1999) heeft ze een zoon.